# بلاط (مادة بناء)
البلاط هو مادة بناء تُزَيَّن بها الأرضيات والجدران والأسقف والحمامات وحتى أسطح الطاولات لتُضفي عليها طابعًا جميلًا وتجعلها أكثر نقاءًا ورونقًا. تُصنع البلاطات من الخزف ومن المعادن ومن الزجاج ومن الحجر المصقول، ويختلف الحجر حسب الأهمية من جرانيت إلى جصِّي وغيره.

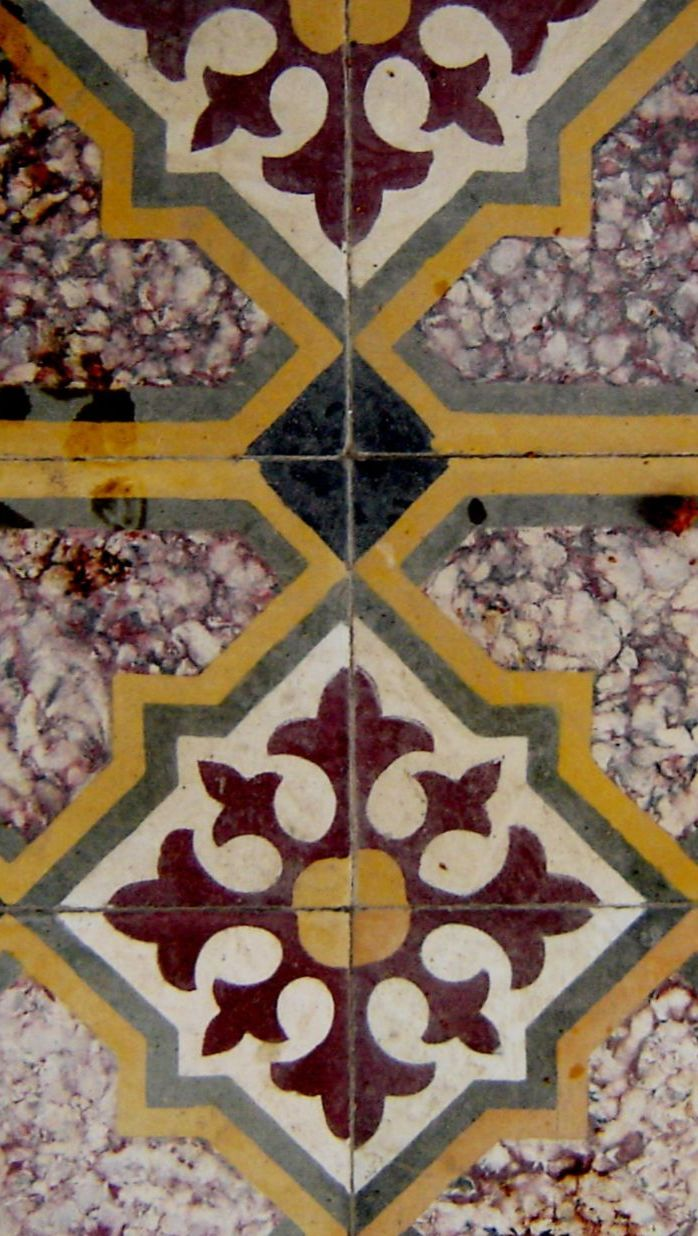
بلاط أرضي في قبرص

## مراحل تطور البلاط
لا يعرف تاريخ البلاط ولكن يرجح أن يكون الفرس هم أول من استعمله وعنهم أخذه المسلمون بعد الفتوحات وقاموا بتطويره ونقله في أبهى حلله إلى العالم ولعل أشهر البلاطات المزينة هي مساجد وقصور غرناطة التي أذهلت وما تزال تبهر الغرب بدقة التبليط والتزيينات الهندسية.

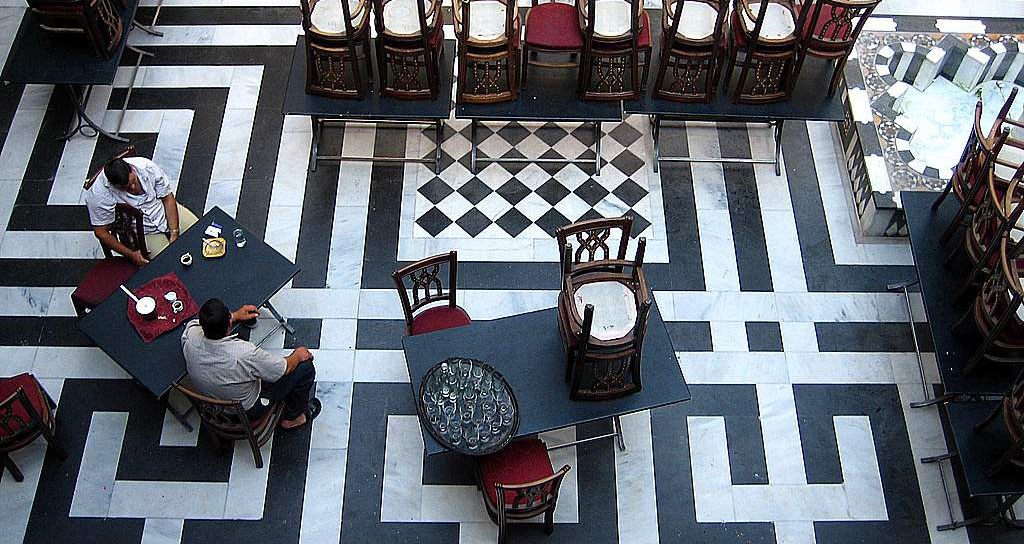
بلاط أرضية على الطراز الشامي في أحد مطاعم حمص

## أماكن التصنيع
تنتشر أماكن ومصانع صقل البلاط بجميع أنواعه في جميع دول العالم وفي الدول العربية توجد الآلاف منها منتشرة تنتج إنتاجًا محليًا أغلبه للاستعمال المحلي وفي أوروبا أشهر مصانع البلاط نجدها في إسبانيا والبرتغال وهي تنتج منتوجات ذات شهرة عالمية.

## أنواع البلاط
تختلف أنواع البلاط فمنها الطبيعي ومنها ما يتم تصنيعه:
- خزف.
- رخام.
- بورسلان.
- حجر طبيعي.